# O-N-acétylglucosaminylation
La O-N-acétylglucosaminylation ou O-GlcNAc est une modification post-traductionnelle dynamique et réversible de nombreuses protéines cytosoliques et nucléaires. Cette glycosylation atypique fut découverte par Torres et Hart en 1984 avec plus de 5 000 protéines modifiées chez l'humain en 2021. Elle consiste en l’addition d’un résidu unique de N-acétylglucosamine (GlcNAc) sur le groupement hydroxyle d’une sérine (Ser) ou d’une thréonine (Thr) de l’axe peptidique des protéines (figure 1). Cette glycosylation est régulée par un couple unique d’enzymes : le transfert de GlcNAc sur la protéine est catalysé par la O-N-Acétylglucosaminyltransférase (OGT) par le biais du nucléotide-ose UDP-GlcNAc. L’hydrolyse du résidu de O-GlcNAc est catalysée par la O-N-Acétylglucosaminidase (O-GlcNAcase). La O-GlcNAc peut entrer en compétition avec la phosphorylation sur les mêmes résidus de sérine ou de thréonine ou sur des résidus voisins. Ainsi, si la protéine est phosphorylée elle n’est pas O-GlcNAc et vice-versa. À l’heure actuelle, plus d’une centaine de protéines modifiées par la O-GlcNAc ont été identifiées. Ces protéines appartiennent à différentes classes incluant notamment : des kinases, des phosphatases, des facteurs de transcription ou encore des protéines du cytosquelette. Bien que le nombre de protéines identifiées comme étant O-GlcNAc ne cesse d’augmenter, le rôle de cette glycosylation reste encore mal compris. Cependant, la O-GlcNAc serait impliquée dans de nombreux processus cellulaires tels que la régulation de la transcription et de la traduction, la protection des protéines vis-à-vis de la dégradation protéasomale, le trafic intracellulaire et la modulation des interactions protéines-protéines.